# Acontia niveicollis
Acontia niveicollis är en fjärilsart som beskrevs av Smith 1902. Acontia niveicollis ingår i släktet Acontia och familjen nattflyn. Inga underarter finns listade i Catalogue of Life.